# Найнтахн
Найнта́хн (калм. Найнтахн) — посёлок в Целинном районе Калмыкии. Административный центр Найнтахинского сельского муниципального образования.

## История
Датой основания посёлка принято считать 1835 год. Так, в документе 1836 - 1839 годов в оседлом водворении на местах, избранных самими калмыками» говорится, что в 1836-1837 годах в аймаке Найнтахн построили деревянный дом и второй год ведется хлебопашество. Следовательно, первый дом был построен в 1835 году. 
В 1904 году в Найнтахине числилось 437 кибиток.  
Название посёлка неоднократно изменялось. В 1928 году в ходе коллективизации было присвоено название Сямрнг, в 1930 году переименован в Кючн Ниицян, после депортации овцесовхоз "Прудовый". Первая начальная школа в поселке начала работать в 1928 году. 23 ноября 1929 года в рамках антирелигиозной кампании было принято решение о закрытии хурула.
В 1990 году Постановлением  Верховного Совета Калмыцкой АССР № 97-IX поселку было возвращено прежнее историческое наименование поселок Найнтахн. Оно связано с именем калмыцкого рода, традиционно проживавшего здесь. Название рода, в свою очередь,восходит к имени зайсанга Найнта, жившего в начале XIX века. В 1823 году он был членом суда (Зарго) Малодербетовского улуса. По своему происхождению найнтахины относятся к отоку туктукнов в составе дербетов. По имени своего зайсанга стали называться "тугтун - найнтакины".

## География и климат
Посёлок расположен на Ергенинской возвышенности в 33 километрах от села Троицкое (районный центр) (по автодорогам с щебневым (18-км участок до посёлка Верхний Яшкуль) и асфальтобетонным покрытием) 
Климат
Тип климата - влажный континентальный (Dfa - согласно классификации климатов Кёппена). Среднегодовая температура воздуха - 9,1 °C, количество осадков - 344 мм. Самый засушливый месяц  - февраль (норма осадков - 19 мм). Самый влажный - июнь (46 мм).
| Показатель                    | Янв. | Фев. | Март | Апр. | Май  | Июнь | Июль | Авг. | Сен. | Окт. | Нояб. | Дек. | Год   |
| ----------------------------- | ---- | ---- | ---- | ---- | ---- | ---- | ---- | ---- | ---- | ---- | ----- | ---- | ----- |
| Средний суточный максимум, °C | −2,9 | −2,3 | 3,5  | 15,4 | 23,2 | 27,9 | 30,6 | 29,3 | 22,5 | 13,7 | 5,3   | 0,0  | 13,85 |
| Средняя температура, °C       | −5,8 | −5,6 | 0,2  | 9,8  | 17,0 | 21,6 | 24,3 | 23,0 | 16,6 | 9,0  | 2,2   | −2,5 | 9,1   |
| Средний суточный минимум, °C  | −8,7 | −8,9 | −3,9 | 4,2  | 10,8 | 15,4 | 18,0 | 16,7 | 10,8 | 4,3  | −0,8  | −4,9 | 4,4   |
| Норма осадков, мм             | 28   | 19   | 20   | 24   | 36   | 46   | 36   | 31   | 24   | 22   | 28    | 30   | 344   |
| Источник:                     |      |      |      |      |      |      |      |      |      |      |       |      |       |

## Население
| 2002 | 2010 | 2012 |
| ---- | ---- | ---- |
| 442  | ↘296 | ↗319 |

Национальный состав
Согласно результатам переписи 2002 года большинство населения посёлка составляли калмыки (81 %)
| Национальность | Численность (2010) | Процент |
| -------------- | ------------------ | ------- |
| Калмыки        | 240                | 79,5%   |
| Русские        | 44                 | 14,6%   |
| Даргинцы       | 9                  | 3%      |
| Украинцы       | 5                  | 1,7%    |
| Чеченцы        | 4                  | 1,3%    |
| Всего          | 302                | 100%    |

## Социальная сфера
Действуют Прудовская средняя школа (школа не была переименована), дом культуры.

## Достопримечательности
- Ступа Просветления. Освящена 24 ноября 2014 года